# Kosmodrom Wenchang
Das Kosmodrom Wenchang (chinesisch 中國文昌太空發射場 / 中国文昌航天发射场, Pinyin Zhōngguó Wénchāng Hángtiān Fāshèchǎng, englisch China Wenchang Spacecraft Launch Site, WSLS) ist ein Weltraumbahnhof der Strategischen Kampfunterstützungstruppe der Volksrepublik China, dort ist die Einheit 63810 stationiert.
Es befindet sich im Nordosten der Insel Hainan auf dem Gebiet der Großgemeinde Longlou der kreisfreien Stadt Wenchang. Das Kosmodrom dient als Startplatz für mittelschwere und schwere Trägerraketen mit kryogenen Treibstoffen.

## Standortvorteile
Wegen der äquatornahen Lage bei etwa 20 Grad nördlicher Breite können vom Kosmodrom Wenchang mit demselben Energieaufwand – das heißt mit einer gleich leistungsstarken Rakete – schwerere Nutzlasten in geostationäre Umlaufbahnen befördert werden als von den nördlicheren Weltraumbahnhöfen. Bei einem Vergleich der Nutzlasten für geostationäre Transferbahnen liegt der Unterschied zwischen den Kosmodromen Wenchang und Xichang bei 15 %, während dieser Vorteil des Kosmodroms Wenchang zu den Kosmodromen Taiyuan und Jiuquan sogar noch größer ist. Außerdem verlaufen die Starts von Wenchang über das Meer; im Südost-Quadranten befinden sich in einem Radius von 1000 km nur einige Militärstützpunkte auf Inseln im Südchinesischen Meer. Auch in größerer Entfernung fallen ausgebrannte Booster und Raketenstufen nicht mehr auf chinesische Wohngebiete oder Nutzflächen, sondern auf das Gebiet der Philippinen und Mikronesiens.
Von Wenchang aus kann in einem von Norden aus gerechneten Winkel von 90°, also (für geostationäre Satelliten) parallel zum Äquator nach Osten, bis 175°, also (für sonnensynchrone Umlaufbahnen) fast direkt nach Süden gestartet werden. Die Versorgungsflüge für die Chinesische Raumstation mit ihrer Bahnneigung von 42° liegen mit einem Startwinkel von 132° dazwischen.

## Geschichte

### Vorgeschichte
Bereits 1975 hatte ein leitender Angestellter des damaligen Siebten Ministeriums für Maschinenbauindustrie (eine Vorläuferorganisation der heutigen Nationalen Raumfahrtbehörde) vorgeschlagen, dass China auf Hainan ein Kosmodrom speziell für den Start von geostationären Satelliten bauen sollte. Damals befand man sich jedoch noch in der Kulturrevolution, und der Vorschlag wurde aus politischen Gründen abgelehnt. In Zeiten des Kalten Krieges hielt man einen Standort in Küstennähe für zu gefährdet durch ausländische Mächte. Daneben gab und gibt es aber auch technisch-geographische Gründe, die gegen den gegenwärtigen Standort des Kosmosdroms sprechen. Schon 1987 hatte es von Seiten der Chinesischen Akademie der Wissenschaften Überlegungen gegeben, am heutigen Standort des Kosmodroms einen Startplatz für Suborbital-Raketen anzulegen. Wegen des sumpfigen Geländes in Meeresnähe und der dadurch bedingten hohen Investitionen für eine Befestigung des Untergrunds sowie der relativ hohen Bevölkerungsdichte an der Ostküste Hainans entschied man sich dann doch dafür, die Höhenforschungsabteilung Hainan im Nordwesten der Insel einzurichten.
Als 1990 im Rahmen der Vorplanungen für ein bemanntes Raumfahrtprogramm über die Errichtung eines vierten, speziell für schwere Trägerraketen gedachten Kosmodroms nachgedacht wurde, wurde von einem Hainaner Lokalpolitiker ein formaler Antrag für einen Bau besagten Kosmodroms auf der Insel eingereicht. Trotz des Vorteils der äquatornahe Lage wurde dieser Antrag wegen mangelnder Infrastruktur abgelehnt. Es hätte einer Investition von mindestens 20 Milliarden Yuan bedurft, was damals für die Regierung in Peking inakzeptabel war. Als das bemannte Raumfahrtprogramm am 21. September 1992 offiziell gestartet wurde, wurde dort das Kosmodrom Jiuquan als Startplatz für die Raumschiffe bestimmt.

### Standortwahl und Bauvorbereitungen
Ab 1994 nahm die Diskussion um ein Kosmodrom auf der Insel Hainan wieder Fahrt auf. Große Raketen befanden sich in der Planung, wobei das Problem darin bestand, dass die Tunnel und Fachwerkbrücken der Chinesischen Staatsbahn nur für Ladungsbreiten von maximal 5 m ausgelegt waren, ganz zu schweigen von den Oberleitungen. Das machte den Transport besagter Raketen durch die Berge Sichuans zum Kosmodrom Xichang schwierig bis unmöglich, während bei einem Küstenstandort auf Hainan ein Seetransport von den Endmontageeinrichtungen in Tianjin einfach zu bewerkstelligen wäre. Um die Booster – und bei eventuellen Unfällen die Trümmer – der mit der Erdrotation in östlicher Richtung startenden Raketen ins Meer fallen zu lassen, kam nur ein Standort an der Ostküste der Insel in Frage. Fünf Orte wurden in die engere Wahl gezogen, und zwar, von Nord nach Süd:
- Großgemeinde Changsa, Wenchang
- Großgemeinde Longlou, Wenchang
- Qionghai
- Wanning
- Sanya[9][10]

Mitte der 1990er Jahre war die chinesische Raumfahrt auf zwei Behörden aufgeteilt. Die Infrastruktur, also die Kosmodrome und das Satellitenkontrollzentrum Xi’an, unterstanden der Kommission für Wissenschaft, Technik und Industrie für Landesverteidigung, während die Dachgesellschaft für Raumfahrtindustrie für Entwicklung und Herstellung von Raketen und Satelliten zuständig war. Hierbei hatte die Wehrtechnik-Kommission das Sagen: die Raketen hatten sich nach den Startrampen zu richten, und nicht die Startrampen nach den Raketen. Dies führte zu Konflikten und Reibungsverlusten. In dieser Situation schlug sich die Dachgesellschaft für Raumfahrtindustrie auf die Seite der Provinzregierung, in der Hoffnung, in Hainan ein eigenes, von der Wehrtechnik-Kommission unabhängiges Kosmodrom zu erhalten. Die Wehrtechnik-Kommission wiederum befürchtete, dass bei den enormen Investitionen, die in Hainan nötig – und von der Provinzregierung gewünscht – waren, die existierenden Kosmodrome, vor allem Xichang, vernachlässigt würden. Am Ende einigte man sich darauf, dass Hainan kein eigenständiges Kosmodrom sein, sondern verwaltungsmäßig der Basis 27 der Volksbefreiungsarmee in Xichang unterstellt sein würde. In Xichang sollten in Zukunft primär militärische Satellitenstarts erfolgen, während Hainan für kommerzielle Starts mit schweren Trägerraketen zuständig sein sollte.

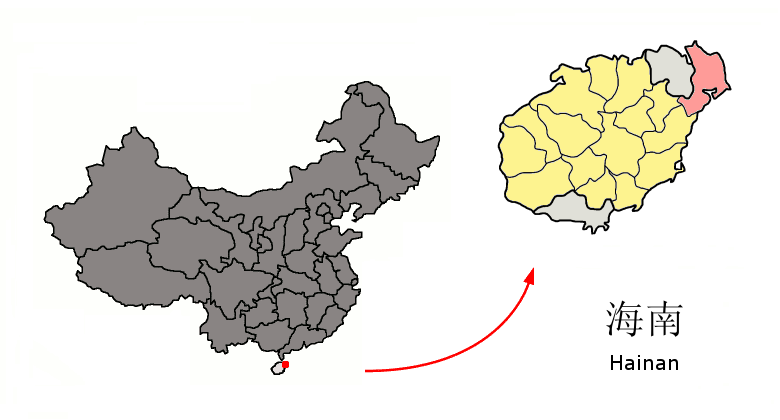
Lage von Wenchang (rosa). Sanya ist das graue Gebiet im südlichen Teil.

Bei der weiteren Standortwahl wurde Sanya ausgeschlossen, weil diese Gegend an der Südspitze der Insel genau im Weg der aus Südosten kommenden allsommerlichen Taifune liege. Dasselbe trifft allerdings auf die gesamte Ostküste von Hainan zu, also auf alle vorgeschlagenen Orte. Die Wahl fiel schließlich auf Longlou in der kreisfreien Stadt Wenchang, ganz im Nordosten der Insel. Das mittlerweile zuständige Hauptzeugamt der Volksbefreiungsarmee reichte beim Staatsrat der Volksrepublik China sowie bei der Zentralen Militärkommission einen formalen Antrag auf Errichtung einer Satellitenstartbasis ein, während die Provinzregierung gleichzeitig den Aufbau der im Umfeld der Basis notwendigen Infrastruktur vorantrieb. Im August 2007 wurde dem Antrag des Hauptzeugamts stattgegeben und die Errichtung des Kosmodroms Wenchang genehmigt; Bau, Verwaltung und Nutzung oblagen dem Kosmodrom Xichang.
Administrativ wurde das dadurch ausgedrückt, dass das Kosmodrom Wenchang nur als „Startplatz“ (发射场) bezeichnet wurde, während Xichang, wie auch Jiuquan und Taiyuan, ein „Startzentrum“ (发射中心) war. Heute sind die Schwerpunktlabors, die Postdoc-Stellen und das Rechenzentrum mit Supercomputer alle in Xichang angesiedelt.
Vor Baubeginn mussten noch 6000 Dorfbewohner in dem Gebiet zwischen den Großgemeinden Longlou und Dongjiao umgesiedelt werden.

### Bau
Am 14. September 2009 erfolgte die offizielle Grundsteinlegung für das neue Kosmodrom.
Gleich darauf begannen Vermessungsarbeiten. Die ersten Dinge, die den aus Xichang angereisten und durchaus an Tropenklima gewöhnten Ingenieuren auffielen, waren der hohe Salzgehalt der Luft (das Kosmodrom liegt nur 800 m vom Strand entfernt), die heftigen Regenfälle, die häufigen Gewitter und vor allem der starke Wind.
2010 begann man mit dem Bau der beiden Raumfahrzeugmontagegebäude, 2012 mit den weiteren Einrichtungen.
Mitte 2013 waren die groben Bauarbeiten im Wesentlichen beendet. Nachdem in der TT&C-Station auf dem Bronzetrommel-Berg östlich von Longlou die nötigen Geräte zum Empfang von Telemetriedaten, Bahnverfolgung und Steuerung der Raketen installiert waren, fand im Dezember 2013 ein erfolgreicher Testbetrieb mit einem simulierten Raketenstart statt. Die Befestigungsseile der Parabolantenne der Station mussten im Juli 2014 nochmals verstärkt werden, als der Taifun Rammasun, ein Wirbelsturm der Kategorie 5 mit Windgeschwindigkeiten von bis zu 260 km/h, über die Insel hinwegzog.
Am 10. September 2014 meldete Generalmajor Yang Liwei, stellvertretender Direktor des Büros für bemannte Raumfahrt, die Einsatzbereitschaft des Kosmodroms.

## Einrichtungen

### Kerngelände

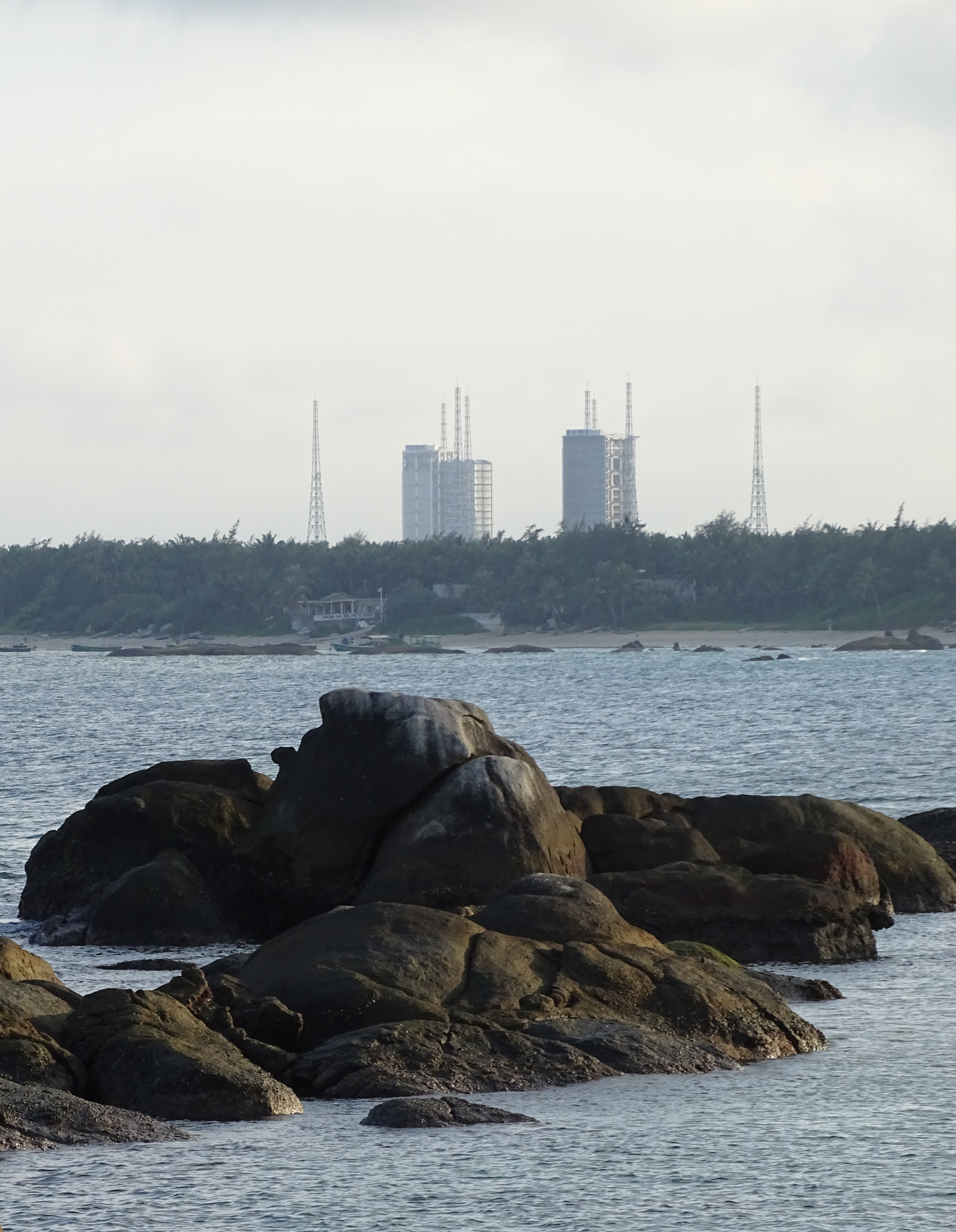
Links die Startrampe 101, rechts die Startrampe 201

Das Kosmodrom Wenchang ist für Trägerraketen des Typs Changzheng 5 (schwere Nutzlasten) sowie Changzheng 7 und Changzheng 8 (mittlere Nutzlasten) gedacht, die in einem Winkel von 90° nach Süden (polarer Orbit) bis 175° nach Osten (äquatoriale Umlaufbahn) gestartet werden können. Hierfür stehen am südlichen Ende des Geländes zwei fest installierte Startrampen mit einer Höhe von 91,7 m (CZ-5), die „Startrampe 101“ (101 号工位), bzw. 85,8 m (CZ-7, CZ-8), die „Startrampe 201“ (201 号工位), zur Verfügung. Jede der Startrampen ist von vier jeweils 120 m hohen, schlanken Metallgittertürmen umgeben, die als Blitzableiter fungieren. Außerdem verfügen die Startrampen über ein Kühlsystem mit einem 600 t fassenden Wassertank, das sie während eines Starts, nachdem die Rakete 5 m in die Höhe gestiegen ist, innerhalb von 20 Sekunden mit 400 t Wasser vor der Hitze der Triebwerke schützt.
Für die Endmontage und die finalen Tests an den Raketen gibt es ganz im Norden des Geländes zwei 99,4 m bzw. 96,6 m hohe Raumfahrzeugmontagegebäude, die jeweils mit einer über fast die gesamte Höhe gehenden, zwei mal fünfflügeligen und insgesamt fast 800 t schweren Stahltüre verschlossen sind. Der Kran an der Decke der Gebäude kann Lasten von bis zu 32 t heben. Die beiden Endmontagegebäude sind durch ein niedriges Werkstattgebäude verbunden.
Die auf einen 1800 t schweren, fahrbaren Starttisch montierten Raketen werden kurz vor dem Start aus dem Raumfahrzeugmontagegebäude zu den 2,8 km entfernten Startrampen gefahren. Zur Überwachung der Starts verfügt das Kosmodrom über ein eigenes Kontrollzentrum, das die notwendigen Daten von der TT&C-Station auf dem Bronzetrommel-Berg erhält. Für die Endmontage der Nutzlasten steht ein eigenes Werkstattgebäude zur Verfügung. In einem weiteren Gebäude werden die Satelliten, Tiefraumsonden etc. anschließend betankt und in die Nutzlastverkleidung der Rakete eingepasst.
Diese Kerneinrichtungen des Kosmodroms wurden alle unter Federführung des dem Hauptzeugamt der Volksbefreiungsarmee unterstehenden Instituts für spezielle Ingenieurprojekte, Peking (北京特种工程设计研究院,  Běijīng Tèzhǒng Gōngchéng Shèjì Yánjiūyuàn) errichtet. Die Provinzregierung von Hainan baute ihrerseits den Hafen Qinglan direkt bei Wenchang aus, dazu noch Zufahrtsstraßen sowie die Strom- und Wasserversorgung, wobei Teile der neuen Infrastruktur von der Stadt Wenchang finanziert wurden, die sich dafür bei den Banken hoch verschuldete.
Die längste derzeit von Wenchang startende Rakete ist die Changzheng 7A mit etwas über 60 m. Die Changzheng 10 für das Bemannte Monderkundungsprogramm, die 2027 ihren Erstflug absolvieren soll, ist 90 m hoch, was ein neues Raumfahrzeugmontagegebäude und neue Startrampen erfordert. Da bei den ersten Mondflügen zusätzlich zum Raumschiff mit einer weiteren Rakete eine Mondlandefähre ins All gebracht werden muss, ist für die CZ-10 ein Montagegebäude mit zwei Werkhallen wie auf dem Kosmodrom Jiuquan nötig. Die Mondeinrichtungen schließen sich südwestlich an die existierenden Startrampen an. Im Februar 2023 hatte man mit den Vorarbeiten für den Bau begonnen.
Für die fernere Zukunft sind auch Einrichtungen für die superschwere Trägerrakete Langer Marsch 9 vorgesehen.

### Kommerzielles Kosmodrom Hainan
Noch weiter südwestlich wird ein kommerzielles Startgelände gebaut. Am 2. Juni 2022 gründeten die Provinz Hainan, die China Aerospace Science and Technology Corporation (CASC), die China Aerospace Science and Industry Corporation (CASIC) und die China Satellite Network Corporation gemeinsam die Internationale Gesellschaft für kommerzielle Raumfahrtstarts mbH, Hainan (海南国际商业航天发射有限公司, kurz 海南商发) mit einem Stammkapital von 1,5 Milliarden Yuan und Sitz in Wenchang, wegen der englischen Firmenbezeichnung „Hainan International Commercial Aerospace Launch Co., Ltd.“ auch „HICAL“ genannt.
Vorstandsvorsitzender wurde Yang Tianliang (杨天梁, * 1965) vom Campus Sanya des Instituts für Informationsgewinnung durch Luft- und Raumfahrt der Chinesischen Akademie der Wissenschaften.
Die HICAL wiederum begann am 6. Juli 2022 auf dem Gelände der Internationalen Raumfahrtstadt Wenchang (siehe unten) mit dem Bau des Kommerziellen Kosmodroms Hainan (海南商业航天发射场), wo nicht nur kommerzielle Raketen der Gründerfirmen wie die Jielong-Serie der CASC oder die Kuaizhou-Serie der CASIC, sondern auch Raketen von privaten Raumfahrtunternehmen mit hoher Frequenz starten sollen. Bei der Grundsteinlegung waren unter anderem Vertreter von iSpace und LandSpace anwesend.
Während Anfang der 2020er Jahre auf dem Kosmodrom Wenchang etwa sechs bis acht Raketenstarts pro Jahr erfolgten, soll sich dies mit dem kommerziellen Startgelände auf 20 bis 30 Starts pro Jahr erhöhen.
Im März 2023 rechnete man mit Gesamtkosten von 4 Milliarden Yuan für das Projekt.
Die Bauarbeiten auf dem insgesamt (Starttürme plus Gebäude für Endmontage und Testung) 133,33 ha großen Gelände wurden im Auftrag der Internationalen Gesellschaft für kommerzielle Raumfahrtstarts von der Tai’an Raumfahrtsonderfahrzeug GmbH durchgeführt, einer Tochtergesellschaft der Chinesischen Akademie für Trägerraketentechnologie, dem Unternehmensbereich Trägerraketen der CASC. Mitte Januar 2023 waren die Tiefbauarbeiten für die „Startrampe 1“ (1号工位) weitgehend abgeschlossen, und am 20. Januar 2023 wurden mit einer feierlichen Zeremonie die ersten Stahlträger für den Startturm aufgestellt.
Die maximal zulässige Abweichung betrug 3 mm. Im Mai 2023 war der Gitterturm fertiggestellt, der letzte Stahlträger der Flügeltüren wurde am 13. August 2023 eingehoben.
Neben dem aus gut 1000, bis zu 28 t schweren Einzelteilen bestehenden Gitterturm mit Starttisch und – erstmals in China – einem ebenerdigen Flammenumlenkungskonus mit zwei Wasserteichen links und rechts des Turms gehören zur Startrampe 1 wie bei den bereits existierenden Rampen Blitzableitertürme und ein Kühlsystem mit einem hier nur 300 t fassenden Wassertank, wobei das Wasser mit Pressluft aus zwei weiteren Tanks auf die Startfläche mit dem Flammenumlenkungskonus gesprüht wird.
Die 83 m hohe Startrampe 1, wo die Rakete wie bei den älteren beiden Startrampen bis zum Start durch Flügeltüren vor Wind und Wetter geschützt ist, ist primär für die mittelschweren Trägerraketen Langer Marsch 7 und Langer Marsch 8 gedacht. Im März 2023 waren zusätzlich die Startrampe 2, wo – erstmals in China – unabhängig vom Typ alle waagrecht zur Startrampe transportierten Flüssigkeitsraketen starten können, sowie südwestlich davon zwei Startplätze für Feststoffraketen im Bau. Anfang Dezember 2023 gingen die Verantwortlichen davon aus, dass die Startrampe 1 bis Ende des Jahres im Prinzip fertiggestellt sein würde.
Im ersten Quartal 2024 fanden gemeinsame Übungen aller Arbeitsgruppen (Betankung, Kontrollraum etc.) statt. Der erste Start – eine Langer Marsch 12 – erfolgte im November 2024.
Das Kerosin für die von den beiden Startrampen startenden Raketen wird in fünf Tanks von jeweils 200 m³ Fassungsvermögen gelagert, Flüssigsauerstoff und flüssiger Stickstoff in zwei Tanks von jeweils 120 m³. Sauerstoff und Stickstoff werden vor dem Start mit vier jeweils 80 m³ fassenden Spezialtankwagen auf das Gelände gebracht, der flüssige Wasserstoff für die zweite Stufe der CZ-8 mit zwei 30 m langenTankwagen von jeweils 120 m³ Fassungsvermögen.
Der Auftrag für die Startrampe 3 nordöstlich der Startrampe 1 wurde an die China Construction First Group Corporation (中国建筑一局（集团）有限公司, kurz 中建一局) vergeben, eine große Tochterfirma der China State Construction Engineering.
Hierbei handelt es sich um ein relativ aufwendiges Startgelände für Feststoffraketen. Die Gebäude sind feuerfest, mit einer Rahmenstruktur aus Stahlbeton und ebenfalls in Stahlbeton ausgeführten Scherwänden, die Erdbeben der Magnitude 7 standhalten können. Das Startgelände 3 verfügt neben Werkhallen auch über eine Transformatorenstation und eine Kläranlage zur Abwasserbehandlung. Am 13. Juni 2023 war die Grundsteinlegung, für die Bauzeit ging man von 180 Tagen aus.[veraltet]
Einen Monat später waren auch die Stahlgerüst-Rohbauten einer großen Montagehalle für Raketen vom Typ Langer Marsch 8 sowie des Kontrollzentrums für die Startabwicklung errichtet.
Parallel zu den Bauaktivitäten wurde bereits Personal angeworben. Mitte 2023 hatte man eine Stammbesatzung von gut 100 Personen und begann mit deren Ausbildung. Anders als auf dem eigentlichen Kosmodrom Wenchang handelte es sich hier nicht um Soldaten, sondern um Zivilisten; die Überprüfungen vor dem Start, Betankung etc. werden von der HICAL organisiert und – im Zusammenwirken mit den Ingenieuren von den Herstellerfirmen der Raketen und Satelliten – selbst durchgeführt. Die hier zuständige Abteilung für Startabwicklung (发射事业部) der Firma wird von Shou Junming (首俊明, * 1974) geleitet, der nach seinem Raumfahrttechnik-Studium an der Technischen Führungsakademie der Wehrtechnik-Kommission ab Juli 1998 auf dem Kosmodrom Xichang tätig gewesen und ab 2009 auf Hainan den Bau des Kosmodroms Wenchang organisiert hatte. 2016 kehrte er ins Zivilleben zurück, wurde jedoch am 7. Juni 2022, fünf Tage nach der Gründung der Firma, von HICAL als Stellvertretender Chefingenieur (技术副总师) eingestellt. Das Büro der Abteilung für Startabwicklung und die Wohnheime der meistenteils sehr jungen Angestellten – die Mehrzahl wurde zwischen 1990 und 2000 geboren – befinden sich nicht auf dem Kosmodrom selbst, sondern in dem benachbarten Dorf Taishan (泰山村), ganz im Osten der Großgemeinde Dongjiao, wohin 2007–2012 auch 900 bis dahin auf dem heutigen Kosmodromgelände lebende Bauernfamilien umgesiedelt worden waren.

## Verwendung/Raketenstarts
Vom Kosmodrom Wenchang werden schwere Satelliten, Versorgungsraumschiffe und Raumstationsmodule in den Orbit befördert sowie Tiefraumsonden ins All geschickt. Auch zukünftige Raumflüge mit dem bemannten Raumschiff der neuen Generation können aufgrund von dessen großen Durchmesser nur von Wenchang aus erfolgen.
Der erste Start von der neuen Anlage erfolgte am 25. Juni 2016 um 12:00 Uhr UTC mit dem Erstflug der Langer Marsch 7. Der erste Start einer Langer Marsch 5 war am 3. November 2016, der erste Start einer Langer Marsch 8 am 22. Dezember 2020.
Siehe auch:
- Liste der Langer-Marsch-5-Starts
- Liste der Langer-Marsch-7-Starts
- Liste der Langer-Marsch-8-Starts

## Meteorologische Aspekte
Das Kosmodrom Wenchang liegt in den Tropen, im Durchschnitt gibt es an gut hundert Tagen pro Jahr Gewitter. Die Startrampen sind durch jeweils vier Blitzableitertürme und vor einem Start horizontal aufgespannte Blitzableiterkabel mit einem dreidimensionalen Netz zu 98,6 % vor Blitzschlag geschützt, sowohl vor direkten Treffern aus dem Himmel als auch vor vom Erdboden nach oben gehenden Fangentladungen. Beim Transport einer Rakete vom Raumfahrzeugmontagegebäude zum Startturm gibt es diesen Schutz nicht – die senkrecht stehende Rakete wirkt selbst als Blitzableiter. Während der Transportphase ist ein Teil der Steckverbindungen, an denen auf der Startrampe Kabel angeschlossen werden, nach außen offen. Daher kann die Überführung auch nicht bei Starkregen erfolgen – Wasser könnte ins Innere der Rakete gelangen und Kurzschlüsse verursachen.
Auch stärkere Winde können die Rakete während des senkrechten Transports gefährden. Wenn die Rakete zur Seite gedrückt wird und sich ihr Schwerpunkt verlagert, kann es zu dauerhaften Formveränderungen am Raketenkörper oder einer Beschädigung von Komponenten im Inneren kommen. Daher gibt es die Vorschrift, dass eine Rakete nur dann an die Startrampe gefahren werden darf, wenn die Windgeschwindigkeit bis in eine Höhe von 100 m über dem Boden 20 m/s nicht überschreitet.

## Korrosion
Schon bei Baubeginn 2009 war den Ingenieuren die hohe Luftfeuchtigkeit und der Salzgehalt der Luft am Standort des Kosmodroms aufgefallen. Mitte 2014, ein halbes Jahr nachdem die TT&C-Station auf dem Bronzetrommel-Berg direkt über dem Meer in Betrieb genommen worden war, hatten dort die ersten Schrauben Rost angesetzt. Nähere Untersuchungen zeigten, dass der Effekt schlimmer war als es auf den ersten Blick schien. Chefingenieur Cui Yan (崔岩) schrieb in einem Bericht an seine Vorgesetzten:
Das Problem mit der Korrosion an unseren Anlagen hält sich hartnäckig und findet sich manchmal an äußerst versteckten Stellen; unter einer nach Außen hin frisch glänzenden Lackschicht hat mit großer Wahrscheinlichkeit bereits eine gefährliche Veränderung in der Qualität des Materials stattgefunden ...
Nun hätte eigentlich die Qualitätskontrolle Xichang (西昌质量监督站, Pinyin Xīchāng Zhìliàng Jiāndū Zhàn) eingeschaltet werden müssen, die dort nach einem schweren Unfall im Jahr 1996 eigens für solche Fälle eingerichtet worden war. Stattdessen lautete die Anweisung, dass bei hartnäckiger Korrosion regelmäßige Rostschutzarbeiten durchzuführen seien. Daraufhin verbrachten die Soldaten auf dem Bronzetrommel-Berg einen beträchtlichen Teil ihrer Zeit mit Schleifpapier und Ölfarbe, um sämtliche Metalloberflächen immer wieder neu zu streichen.
Erst 2016, im Zuge der Vorbereitungen für die ersten Raketenstarts, begann man das Problem ernstzunehmen. Vom Schwerpunktlabor für Zuverlässigkeit (可靠性重点实验室, heute 航天发射场可靠性技术重点实验室) in Xichang wurden Versuche zur Geschwindigkeit des Korrosionsprozesses angestellt, Methoden zur Messung des Korrosionsgrades entwickelt und Vorgehensweisen beim Umgang mit den ermittelten Daten beschlossen. Nach zwei Jahren Forschungsarbeit zu den hauptsächlichen Umweltbedingungen, die zur Korrosion führten, hatte man die besonders feuchten Monate am Kosmodrom Wenchang ermittelt und nicht nur eine verlässliche Datengrundlage für die Planung der Rostschutzarbeiten geschaffen, sondern auch Qualitätsanforderungen für den Ankauf von Ausrüstung und Ersatzteilen festgelegt. Schritt für Schritt wurden die Rostschutzmaßnahmen auf dem Kosmodrom vereinheitlicht und immer strenger reguliert, vor allem, was den Korrosionsschutz der Starttürme betrifft.

## Internationale Raumfahrtstadt Wenchang
Die Provinzregierung beabsichtigt, im Umgriff des Kosmodroms die „Internationale Raumfahrtstadt Wenchang“ (文昌国际航天城, ugs. auch 文昌航天城 – „Wenchang-Raumfahrtstadt“) zu errichten. Diese besteht zum einen aus einem 403 ha großen „Kosmodromergänzungsgebiet“ (航天发射场配套区) am nordöstlichen Ende des Strands von Dongjiao, mit einem bereits in Betrieb befindlichen Themenpark, um einen künstlich angelegten See gruppierten Luxushotels für Geschäftsreisende sowie einfachen Unterkünften für Touristen in einem Kokospalmen-Wald. Hierfür mussten 18 kleinere Dörfer umgesiedelt werden. Die entsprechenden Verhandlungen waren am 2. März 2019 abgeschlossen; für nicht vor Ort lebende Grundbesitzer sowie Überseechinesen, Hongkonger und Taiwanesen bestand noch eine Frist bis zum 20. März 2019, um Entschädigungsansprüche anzumelden.
Dazu kommt in einer zweiten Ausbauphase ein 1200 ha großes „Gründergebiet“ (起步区), wo Hochtechnologiefirmen mit Bezug zur Raumfahrt angesiedelt werden sollen, auch aus dem Ausland. Das Gewerbegebiet soll auch ein Wohnareal mit Sportzentrum und einem Gymnasium für die Kinder der dort tätigen Arbeiter und Angestellten enthalten.
Bei der Provinzregierung von Hainan erhofft man sich, dass in der Raumfahrtstadt eines Tages 77.000 Menschen leben und 89.000 Menschen, zum Teil als Pendler, arbeiten werden. Bis Juni 2023 – bis dahin betrug die Gesamtsumme der für den Aufbau der Infrastruktur getätigten Investitionen 3,7 Milliarden Yuan – hatten sich in der Internationalen Raumfahrtstadt 205 größere und kleinere Betriebe angesiedelt, die im 1. Quartal 2023 zusammen einen Umsatz von 4,065 Milliarden Yuan erzielten.
Von langfristiger Bedeutung ist die „Basis Wenchang“, die das Labor für Tiefraumerkundung am 19. Juli 2023 in der Raumfahrtstadt eröffnete und die nun sowohl als Sammelpunkt für hochqualifizierte Arbeitskräfte als auch für Kooperationen mit ausländischen Partnern im Rahmen der Internationalen Mondforschungsstation dient.
Ebenfalls ein staatliches Projekt ist ein Gebäudekomplex, in dem ein Zentrum der Nationalen Raumfahrtbehörde Chinas zur internationalen Zusammenarbeit bei der Nutzung von Satellitendaten sowie ein Zentrum der BRICS-Staaten für die Zusammenführung und Nutzung von Daten der aus den Fernerkundungssatelliten  Gaofen 6 und Ziyuan 3-02 (China), CBERS-4 (China/Brasilien), Kanopus-V (Russland) sowie ResourceSat-2 und ResourceSat-2A (Indien) bestehenden virtuellen Konstellation untergebracht werden sollen. Die beiden Zentren als organisatorische Einheiten wurden am 24. April 2022 gegründet, bei dem Gebäudekomplex wurde im Juli 2023 Richtfest gefeiert.